# Islamabad
Islamabad (urdu اسلاماباد) er Pakistans hovedstad. Byen har 1.014.825(2017) indbyggere og ligger i den nordøstlige del af Pakistan i et føderalt distrikt (engelsk: Islamabad Capital Territory) i et område som tidligere har tilhørt Punjab-provinsen.
Ved uafhængigheden i 1947 blev den største by, Karachi i syd, hovedstad. Bekymringer om at koncentrationen af investeringer og udvikling skulle få negative konsekvenser for resten af Pakistan, førte til ønsket om en ny hovedstad. Da Ayub Khan blev præsident i 1958 blev arbejdet med den nye hovedstad opprioriteret. Der blev valgt et sted umiddelbart nord for Rawalpindi, og Rawalpindi blev udnævnt til midlertidig hovedstad. Bygningen af Islamabad begyndte i 1960'erne. Planlægningen og bygningen blev ledet af den græske byplanlægger Constantinos A. Doxiadis. Hans plan gik ud på at bygge byen i sektorer, som hver skulle bestå af fire undersektorer, adskilt af grønne kiler og parker. Der blev lagt stor vægt på grønne og åbne områder.
Væksten var i begyndelsen langsom, og Pakistans regering var først fuldt ud flyttet fra Rawalpindi til Islamabad i 1980'erne. På det tidspunkt var indbyggertallet omkring 250.000. I løbet af 1990'erne blev der en kraftig stigning i befolkningstallet hvilket har ledt til bygning af flere sektorer.
Rawalpindi betragtes som en søsterby på grund af nærheden. Det meste af det pakistanske militærs hovedkvarter er i Rawalpindi.
Islamabad er en moderne og ren by i sammenligning med andre pakistanske byer. Arkitekturen er en balancegang mellem modernitet og tradition.